# Frederik IX.

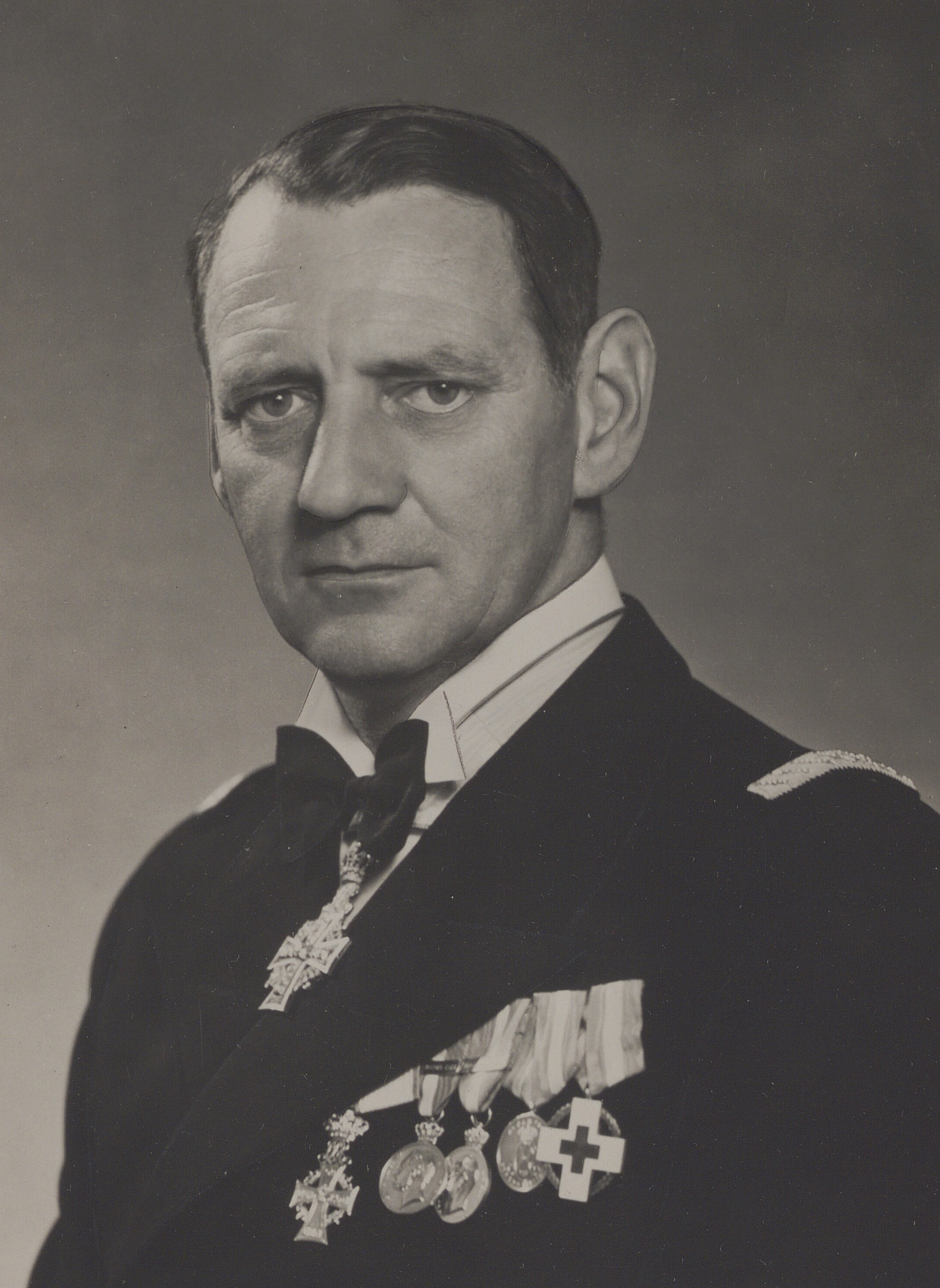
Frederik IX. 1949

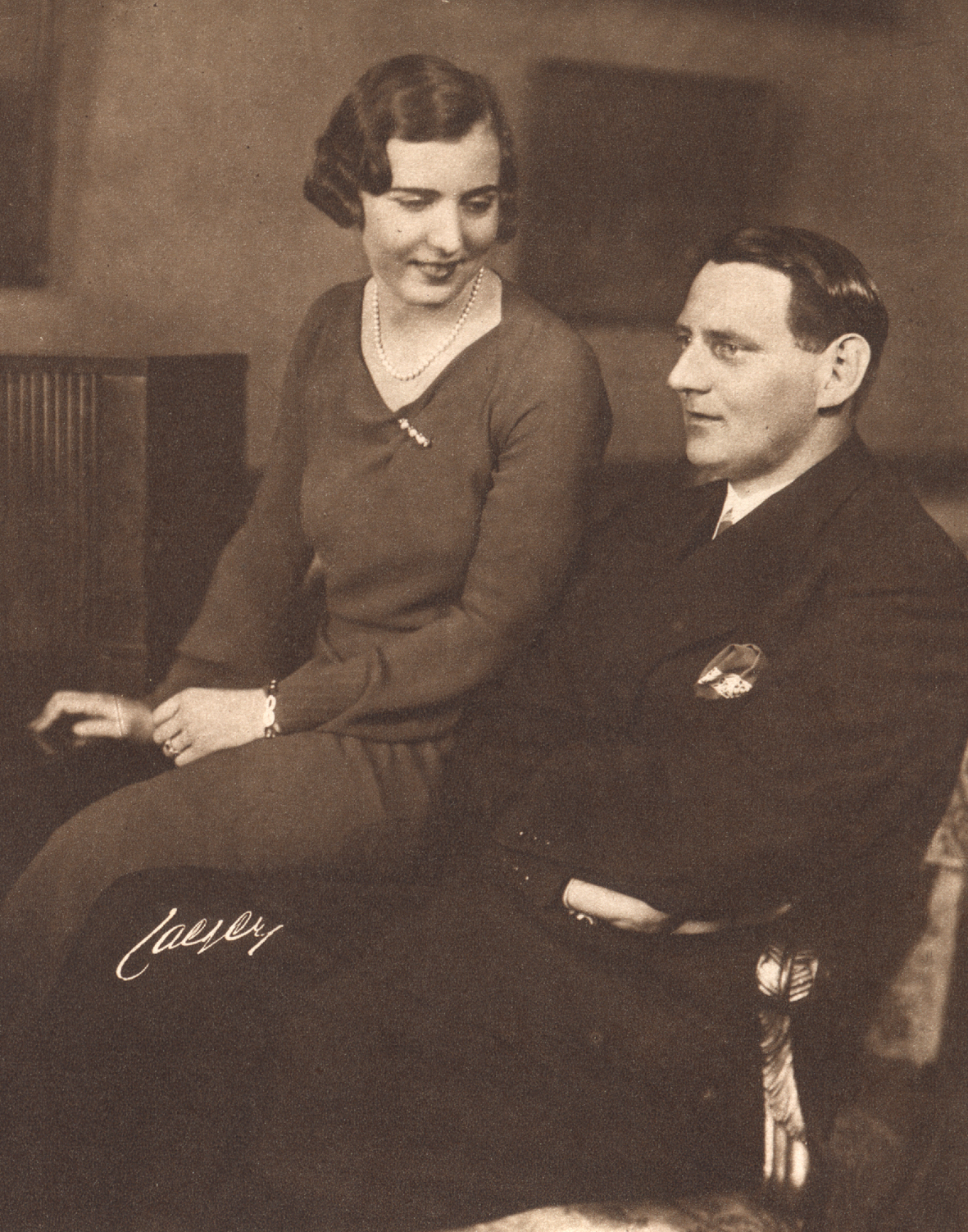
Kronprinz Frederik und Ingrid frisch verlobt 1935

Frederik IX. (vollständiger Taufname Christian Frederik Franz Michael Carl Valdemar Georg, im Deutschen Friedrich IX., * 11. März 1899 auf Schloss Sorgenfri; † 14. Januar 1972 in Kopenhagen) war König von Dänemark von 1947 bis 1972.

## Leben
Frederik IX. war der älteste Sohn von Christian X. von Dänemark und Alexandrine von Mecklenburg-Schwerin. Er gehörte dem seit 1863 in Dänemark regierenden deutschen Haus Schleswig-Holstein-Sonderburg-Glücksburg an. Mütterlicherseits stammte er von den Großherzögen von Mecklenburg-Schwerin ab. Der letzte Großherzog Friedrich Franz IV. war sein Onkel, die letzte deutsche Kronprinzessin Cecilie zu Mecklenburg war seine Tante.
1921 verlobte sich Frederik mit seiner Cousine zweiten Grades, der griechischen Prinzessin Olga, Tochter des Prinzen Nikolaus von Griechenland und der Großfürstin Helena Wladimirowna Romanowa. Es wäre die erste Hochzeit zwischen Mitgliedern der dänischen und der griechischen Linie des Hauses Glücksburg gewesen. Ohne nähere Begründung wurde die Verlobung wieder gelöst, und Olga heiratete schließlich den jugoslawischen Prinzen Paul.
Am 15. März 1935 verlobte Frederik sich mit Prinzessin Ingrid von Schweden aus dem Haus Bernadotte, der Tochter des späteren schwedischen Königs Gustav VI. Adolf und der britischen Prinzessin Margaret von Connaught. Das Paar heiratete am 24. Mai desselben Jahres in der Sankt Nikolai kyrka in Stockholm. Die Hochzeit war eines der größten Medienereignisse des Jahres. Unter den Hochzeitsgästen waren die Eltern des Bräutigams, König Christian X. und Königin Alexandrine, König Leopold III. von Belgien und seine Frau Königin Astrid und das Kronprinzenpaar Olav und Märtha von Norwegen. Die frisch Vermählten bezogen das Palais Brockdorff, das zum Gebäudeensemble des Schlosses Amalienborg gehört.
Frederik bestieg nach dem Tode seines Vaters 1947 den dänischen Thron. Da das damalige Thronfolgegesetz nur männliche Erben vorsah und Frederik Vater dreier Töchter war, wurde zunächst sein Bruder Knut dänischer Kronprinz. Eine Änderung des Thronfolgegesetzes 1953 ermöglichte es Frederiks Tochter Margrethe, ihm 1972 auf dem Thron zu folgen.
Der König hegte seit der Jugend eine große Liebe für die Musik. Er galt als ein talentierter Pianist und Dirigent, so dirigierte er im Rahmen eines Festkonzertes aus Anlass des Geburtstages seines Schwiegervaters Gustav Adolf ein Konzert aus Stücken Richard Wagners an der Königlichen Oper in Stockholm. Am 8. März 1970 dirigierte er das Klavierkonzert Nr. 3 von Ludwig van Beethoven mit seinem Schwiegersohn Prinz Henrik als Solopianist. Mehrere Aufnahmen von Orchestermusik unter der Leitung Frederiks IX., unter anderem mit Solisten wie Johanne Stockmar, Edwin Fischer und Wolfgang Schneiderhan sind erhalten und auf CD veröffentlicht worden.
Er wurde außerhalb des Doms zu Roskilde in einer neu errichteten Grablege bestattet.

## Ehe und Nachkommen
1935 heiratete Kronprinz Frederik seine Cousine dritten Grades Prinzessin Ingrid von Schweden (1910–2000). Sie hatten drei Töchter:
- Königin Margrethe II. Alexandrine Þórhildur Ingrid von Dänemark (* 16. April 1940) ⚭ 1967 Henri de Laborde de Monpezat (1934–2018)
- Prinzessin Benedikte Astrid Ingeborg Ingrid von Dänemark (* 29. April 1944) ⚭ 1968 Richard Prinz zu Sayn-Wittgenstein-Berleburg (1934–2017)
- Prinzessin Anne-Marie Dagmar Ingrid von Dänemark (* 30. August 1946) ⚭ 1964 König Konstantin II. von Griechenland (1940–2023)

## Vorfahren
| Ururgroßeltern                  | Herzog Friedrich Wilhelm (Schleswig-Holstein-Sonderburg-Glücksburg) (1785–1831) ⚭ 1810 Prinzessin Luise Karoline von Hessen-Kassel (1789–1867) | Landgraf Wilhelm von Hessen-Kassel-Rumpenheim (1787–1867) ⚭ 1810 Prinzessin Louise Charlotte von Dänemark (1789–1864) | König Oskar I. (Schweden) (1799–1859) ⚭ 1823 Prinzessin Josephine Beauharnais von Leuchtenberg (1807–1876) | Prinz Friedrich von Oranien-Nassau (1797–1881) ⚭ 1825 Prinzessin Luise von Preußen (1808–1870)  | Großherzog Paul Friedrich (Mecklenburg) (1800–1842) ⚭ 1822 Prinzessin Alexandrine von Preußen (1803–1892)               | Prinz Heinrich LXIII. Reuß zu Köstritz (1786–1841) ⚭ 1819 Gräfin Eleonore zu Stolberg-Wernigerode (1801–1827)           | Zar Nikolaus I. (Russland) (1796–1855) ⚭ 1817 Prinzessin Charlotte von Preußen (1798–1860)                              | Großherzog Leopold (Baden) (1790–1852) ⚭ 1819 Prinzessin Sophie Wilhelmine von Schleswig-Holstein-Gottorf (1801–1865)   |
| Urgroßeltern                    | König Christian IX. (1818–1906) ⚭ 1842 Prinzessin Luise von Hessen (1817–1898)                                                                 | König Christian IX. (1818–1906) ⚭ 1842 Prinzessin Luise von Hessen (1817–1898)                                        | König Karl XV. (Schweden) (1826–1872) ⚭ 1850 Prinzessin Luise von Oranien-Nassau (1828–1871)               | König Karl XV. (Schweden) (1826–1872) ⚭ 1850 Prinzessin Luise von Oranien-Nassau (1828–1871)    | Großherzog Friedrich Franz II. (Mecklenburg) (1823–1883) ⚭ 1849 Prinzessin Auguste Reuß zu Schleiz-Köstritz (1822–1862) | Großherzog Friedrich Franz II. (Mecklenburg) (1823–1883) ⚭ 1849 Prinzessin Auguste Reuß zu Schleiz-Köstritz (1822–1862) | Großfürst Michael Nikolajewitsch Romanow (1832–1909) ⚭ 1857 Prinzessin Cäcilie von Baden (1839–1891)                    | Großfürst Michael Nikolajewitsch Romanow (1832–1909) ⚭ 1857 Prinzessin Cäcilie von Baden (1839–1891)                    |
| Großeltern                      | König Friedrich VIII. (1843–1912) ⚭ 1869 Prinzessin Luise von Schweden (1851–1926)                                                             | König Friedrich VIII. (1843–1912) ⚭ 1869 Prinzessin Luise von Schweden (1851–1926)                                    | König Friedrich VIII. (1843–1912) ⚭ 1869 Prinzessin Luise von Schweden (1851–1926)                         | König Friedrich VIII. (1843–1912) ⚭ 1869 Prinzessin Luise von Schweden (1851–1926)              | Großherzog Friedrich Franz III. (Mecklenburg) (1851–1897) ⚭ 1879 Großfürstin Anastasia Michailowna Romanowa (1860–1922) | Großherzog Friedrich Franz III. (Mecklenburg) (1851–1897) ⚭ 1879 Großfürstin Anastasia Michailowna Romanowa (1860–1922) | Großherzog Friedrich Franz III. (Mecklenburg) (1851–1897) ⚭ 1879 Großfürstin Anastasia Michailowna Romanowa (1860–1922) | Großherzog Friedrich Franz III. (Mecklenburg) (1851–1897) ⚭ 1879 Großfürstin Anastasia Michailowna Romanowa (1860–1922) |
| Eltern                          | König Christian X. (1870–1947) ⚭ 1898 Herzogin Alexandrine von Mecklenburg-Schwerin (1879–1952)                                                | König Christian X. (1870–1947) ⚭ 1898 Herzogin Alexandrine von Mecklenburg-Schwerin (1879–1952)                       | König Christian X. (1870–1947) ⚭ 1898 Herzogin Alexandrine von Mecklenburg-Schwerin (1879–1952)            | König Christian X. (1870–1947) ⚭ 1898 Herzogin Alexandrine von Mecklenburg-Schwerin (1879–1952) | König Christian X. (1870–1947) ⚭ 1898 Herzogin Alexandrine von Mecklenburg-Schwerin (1879–1952)                         | König Christian X. (1870–1947) ⚭ 1898 Herzogin Alexandrine von Mecklenburg-Schwerin (1879–1952)                         | König Christian X. (1870–1947) ⚭ 1898 Herzogin Alexandrine von Mecklenburg-Schwerin (1879–1952)                         | König Christian X. (1870–1947) ⚭ 1898 Herzogin Alexandrine von Mecklenburg-Schwerin (1879–1952)                         |
| König Friedrich IX. (1899–1972) | | | |                                                                                                 | | | | |

## Titulatur
Frederik IX. führte als letzter König die historisch begründete volle Titulatur der dänischen Könige: Af Guds Nåde Konge til Danmark, de Venders og Gothers, Hertug til Slesvig, Holsten, Stormarn, Ditmarsken, Lauenborg og Oldenborg, zu Deutsch „Von Gottes Gnaden König zu Dänemark, der Wenden und Goten, Herzog zu Schleswig, Holstein, Stormarn, Dithmarschen, Lauenburg und Oldenburg“. Seine Nachfolgerin Margrethe II. verzichtete auf die historischen Titel, jedoch nicht auf den religiösen Bezug und nannte sich Af Guds Nåde Danmarks Dronning, „Von Gottes Gnaden Dänemarks Königin“.

## Trivia
Frederik IX. ließ sich von George Burchett mehrfach tätowieren.
Anlässlich der Silberhochzeit des Königspaars Frederik IX. und Ingrid wurde 1960 eine Sondermünze im Wert von 5 Kronen geprägt.